# Partizani Tirana w europejskich pucharach
Występy w europejskich pucharach albańskiego klubu piłkarskiego Partizani Tirana.
Legenda do wszystkich tabel:
- Q – runda eliminacyjna, 1/16, 1/8, 1/4, 1/2 – odpowiednia faza rozgrywek, Grupa – runda grupowa, 1r gr – pierwsza runda grupowa, 2r gr – druga runda grupowa, F – finał, R – runda, PO – play-off
- k. – rzuty karne, los. – losowanie, Dogr. – dogrywka, w. – zasada bramek strzelonych na wyjeździe

## Wykaz spotkań pucharowych

### 1962–2000
| Sezon   | Rozgrywki                 | Runda | Klub                     | Dom | Wyjazd | Ogólnie |
| ------- | ------------------------- | ----- | ------------------------ | --- | ------ | ------- |
| 1962/63 | Puchar Europy             | 1R    | IFK Norrköping           | 1–1 | 0–2    | 1–3     |
| 1963/64 | Puchar Europy             | 1R    | Spartak Płowdiw          | 1–0 | 1–3    | 2–3     |
| 1964/65 | Puchar Europy             | 1R    | 1. FC Köln               | 0–0 | 0–2    | 0–2     |
| 1968/69 | Puchar Zdobywców Pucharów | 1R    | Torino FC                | 1–0 | 1–3    | 2–3     |
| 1970/71 | Puchar Zdobywców Pucharów | Q     | Åtvidabergs FF           | 2–0 | 1–1    | 3–1     |
| 1970/71 | Puchar Zdobywców Pucharów | 1R    | Tirol Innsbruck          | 1–2 | 2–3    | 3–5     |
| 1971/72 | Puchar Europy             | 1R    | CSKA Sofia               | 0–1 | 0–3    | 0–4     |
| 1979/80 | Puchar Europy             | 1R    | Celtic F.C.              | 1–0 | 1–4    | 2–4     |
| 1980/81 | Puchar Zdobywców Pucharów | 1R    | Malmö FF                 | 0–0 | 0–1    | 0–1     |
| 1981/82 | Puchar Europy             | 1R    | Austria Wiedeń           | 1–0 | 1–3    | 2–3     |
| 1987/88 | Puchar Europy             | 1R    | SL Benfica               | w/o | 0–4    | 0–4     |
| 1990/91 | Puchar UEFA               | 1R    | CS Universitatea Craiova | 0–1 | 0–1    | 0–2     |
| 1991/92 | Puchar Zdobywców Pucharów | 1R    | Feyenoord                | 0–0 | 0–1    | 0–1     |
| 1993/94 | Liga Mistrzów             | Q     | Akraness                 | 0–0 | 0–3    | 0–3     |
| 1995/96 | Puchar UEFA               | Q     | Fenerbahçe SK            | 0–4 | 0–2    | 0–6     |

### 2001–2020
| Sezon   | Rozgrywki        | Runda | Klub              | Dom | Wyjazd | Ogólnie     |
| ------- | ---------------- | ----- | ----------------- | --- | ------ | ----------- |
| 2002/03 | Puchar UEFA      | Q     | Hapoel Tel Awiw   | 1–4 | 0–1    | 1–5         |
| 2003    | Puchar Intertoto | 1R    | Maccabi Netanja   | 2–0 | 1–3    | 3–3, w.     |
| 2003    | Puchar Intertoto | 2R    | Dacia Kiszyniów   | 0–3 | 0–2    | 0–5         |
| 2004/05 | Puchar UEFA      | 1Q    | Birkirkara        | 4–2 | 1–2    | 5–4         |
| 2004/05 | Puchar UEFA      | 2Q    | Bene Sachnin      | 1–3 | 0–3    | 1–6         |
| 2006    | Puchar Intertoto | 1R    | Ethnikos Achna    | 2–1 | 2–4    | 4–5         |
| 2008/09 | Puchar UEFA      | 1Q    | Široki Brijeg     | 1–3 | 0–0    | 1–3         |
| 2015/16 | Liga Europy      | 1Q    | Strømsgodset IF   | 0–1 | 1–3    | 1–4         |
| 2016/17 | Liga Europy      | 1Q    | Slovan Bratysława | 0–0 |        | [ 1 ]       |
| 2016/17 | Liga Mistrzów    | 2Q    | Ferencváros       | 1–1 | 1–1    | 2–2, k: 3–1 |
| 2016/17 | Liga Mistrzów    | 3Q    | Red Bull Salzburg | 0–1 | 0–2    | 0–3         |
| 2016/17 | Liga Europy      | PO    | FK Krasnodar      | 0–0 | 0–4    | 0–4         |
| 2017/18 | Liga Europy      | 1Q    | Botew Płowdiw     | 1–3 | 0–1    | 1–4         |
| 2018/19 | Liga Europy      | 1Q    | Maribor           | 0–1 | 0–2    | 0–3         |
| 2019/20 | Liga Mistrzów    | 1Q    | Qarabağ Ağdam     | 0–0 | 0–2    | 0–2         |
| 2019/20 | Liga Europy      | 2Q    | Sheriff Tyraspol  | 0–1 | 1–1    | 1–2         |

### 2021–
| Sezon   | Rozgrywki               | Runda | Klub                    | Dom | Wyjazd | Ogólnie     |
| ------- | ----------------------- | ----- | ----------------------- | --- | ------ | ----------- |
| 2021/22 | Liga Konferencji Europy | 1Q    | Sfîntul Gheorghe        | 5–2 | 3–2    | 8–4         |
| 2021/22 | Liga Konferencji Europy | 2Q    | FC Basel                | 0–2 | 0–3    | 0–5         |
| 2022/23 | Liga Konferencji Europy | 1Q    | Saburtalo Tbilisi       | 0–1 | 1–0    | 1–1, k: 4–5 |
| 2023/24 | Liga Mistrzów           | 1Q    | BATE Borysów            | 1–1 | 0–2    | 1–3         |
| 2023/24 | Liga Konferencji Europy | 2Q    | Atlètic Club d’Escaldes | 4–1 | 1–0    | 5–1         |
| 2023/24 | Liga Konferencji Europy | 3Q    | Valmiera                | 1–0 | 2–1    | 3–1         |
| 2023/24 | Liga Konferencji Europy | PO    | FK Astana               | 1–1 | 0–1    | 1–2         |
| 2024/25 | Liga Konferencji        | 1Q    | Marsaxlokk              | 1–1 | 2–1    | 3–2         |
| 2024/25 | Liga Konferencji        | 2Q    | Iberia 1999             | 0–0 | 0–2    | 0–2         |
| 2025/26 | Liga Konferencji        | 1Q    | Nõmme Kalju             | 0–1 | 1–1    | 1–2, Dogr.  |